# ズヴェニゴロド駅
ズヴェニゴロド駅（ズヴェニゴロドえき、ロシア語: станция «Звенигородская»、スタンツィヤ「ズヴィニガロヅカヤ」）は、ロシアのサンクトペテルブルク市アドミラルチェイスキー区（海軍区）ズヴェニゴロド通りにあるサンクトペテルブルク地下鉄の駅である。

## 接続路線

### 鉄道
- サンクトペテルブルク地下鉄
  - 1号線 - プーシキンスカヤ駅
    - 地下通路で繋がっているため、改札を通らずに乗換可能である。また、ズヴェニゴロド駅の改札を入場後プーシキン駅から電車に乗車すること、あるいはその逆も可能である。

### 路面電車・バス・乗合タクシー
市外大通りが駅近くを通っており、プルコヴォ空港方面へのバスが発着する。
- 市外大通り（ズヴェニゴロド通り東側）
  - モスクワ広場方面 : 乗合タクシー（338系統）
  - レルモント通り方面 : 路面電車（16系統）
  - プリモルスカヤ方面 : 乗合タクシー（124系統）
- ズヴェニゴロド通り（駅北方、ズヴェニゴロド通り南側）
  - レーニン広場方面 : トロリーバス（3・8・15系統）、バス（39э系統）、乗合タクシー（25・139・177・258・800・900系統）
  - ポロホヴィエ方面 : 乗合タクシー（15・90・187・190・209系統）
- ズヴェニゴロド通り（駅北方、ズヴェニゴロド通り北側）
  - モスクワ広場・プルコヴォ空港方面 : トロリーバス（15系統）、バス（39э系統）、乗合タクシー（15・25・139・800・900系統）
  - レルモント通り方面 : トロリーバス（3・8系統）、乗合タクシー（90・177・187・190・209系統）
- マラタ通り（駅南方）
  - 気化器工場方面 : 路面電車（16系統）、乗合タクシー（124・139系統）

## 駅構造
地上にコンコース、改札があり、地下57 mに島式プラットホームがある地下駅である。
- 西行 : コメンダント大通り方面
- 東行 : ヴォルコフ方面

## 歴史
- 2008年12月20日 : 地下鉄5号線 ズヴェニゴロド - ヴォルコフ間開通と同時に開業。
- 2009年3月7日 : 地下鉄5号線 ズヴェニゴロド - 庭園間開通。

## 隣の駅
サンクトペテルブルク地下鉄
■5号線（ネフスキー・ヴァシリー島線）
庭園 - ズヴェニゴロド - オブヴォド運河